# Raph Dumas
Raph Dumas, (Perpinyà, 11 de maig del 1974) és un discjòquei, productor musical i remesclador català, conegut per fusionar la música tradicional catalana i la música electrònica, estil que ell mateix anomena coblisme. Ha col·laborat amb músics com Pascal Comelade, Renaud Papillon Paravel i La Ruda Salska entre d'altres. També és el primer discjòquei de l'estat francès a fer classes en un conservatori.

## Discografia

### Àlbums
- 2001 : Long Hot Summer - Dumas & Barrachina (Marendadisc)
- 2002 : Kiéla Music (Lace Recordings)
- 2003 : Devoir de vacances - Dumas & Chartron (Enjoy recordings)
- 2010 : The Best Funk of Your Life (Enjoy Recordings)
- 2011 : Coblism (Discmedi) (amb The Primaveras i la Cobla Mil·lenària de Perpinyà)[4][5]
- 2013 : Coblism Live-Raph Dumas & Cobla Sant Jordi ville de Barcelone (Marendadisc)
- 2015 : Disc en solitari (Discmedi)
- 2015 : Musica electronica a Catalunya Nord - Pascal Comelade & Raph Dumas (Discmedi)

### Maxis
- 2009 : Multi Electronics (Lace Recordings)